# Euptychia harmonia
Euptychia harmonia är en fjärilsart som beskrevs av Butler 1866. Euptychia harmonia ingår i släktet Euptychia och familjen praktfjärilar. Inga underarter finns listade i Catalogue of Life.